# COPII-Vesikel
COPII-Vesikel (engl. coat protein complex II = ‚Mantel-Protein-Komplex II‘) sind für gewöhnlich 50 bis 90 nm große Transportvesikel in eukaryotischen Zellen. Sie dienen dem sekretorischen anterograden (stromabwärts) Transport von Biomolekülen innerhalb der Zelle. Ihre Größe kann jedoch bis auf 300 bis 400 nm anwachsen, um den Transport von Prokollagenfasern zu ermöglichen. Der COPII-Transport startet hierbei vom rauen Endoplasmatischen Retikulum (rER), in dem sich Vesikel an sogenannten ER-Exit-Sites (ERES) bilden und so Frachtmoleküle in den Protein-Membran-Komplex eingeschlossen beziehungsweise angeheftet werden. Als Frachtmolekül können hierbei Lipide, Signalmoleküle oder neu synthetisierte Proteine zum tubulären Endoplasmatischen-Retikulum-Golgi-Interkompartiment (ERGIC) transportiert werden. Das ERGIC ist in der Zelle zwischen dem ER und der cis-Seite des Golgi-Apparates angeordnet.

## COPII-Vesikelaufbau
COPII-Vesikel bestehen aus fünf Proteinuntereinheiten sowie der ER-Membran aus den ERES. Die Proteine bilden hierbei eine innere sowie eine äußere Hülle um die ER-Doppelschichtmembran. Zur inneren Hülle zählen die Proteine Sec23 und Sec24, die sich in Kombination mit der kleinen GTPase Sar1a an die ER-Membran anlagern können. Von der Untereinheit Sec23 gibt es in eukaryotischen Zellen zwei Isoformen A und B. Die Untereinheit Sec24 gibt es in vier verschiedenen Isoformen A, B, C und D.
Die äußere Proteinhülle setzt sich aus den beiden Proteinen Sec13 und Sec31 zusammen. Sec31 kommt in den beiden Isoformen A und B vor. In Hefen ist dieser Aufbau analog, jedoch gibt es Unterschiede in den Aminosäuresequenzen. In Hefe werden die Proteine Sec23p/Sec24p sowie Sec13p/Sec31p genannt.

## COPII-Vesikelknospung
Für die Initiation der Entstehung einer Vesikelknospe muss Sar1a zunächst mit GTP beladen werden. Hierfür wird das Transmembranprotein Sec12 benötigt, was den GDP/GTP-Austausch an Sar1a katalysiert. Ist Sar1a an die ER-Membran gebunden, so erfolgt die Anlagerung der heterodimeren Untereinheit von Sec23/Sec24 an die GTPase. Nach Ausbildung der inneren Hülle kann sich der heterotetramere Komplex aus Sec13/Sec31 an die innere Hülle anlagern. Dieser Prozess erfolgt solange, bis sich eine Vesikelknospe gebildet hat und sich ein COPII-Vesikel von der ERES ablöst. Für die selektive Aufnahme von Fracht ist bei diesem Prozess die Untereinheit Sec24 von Bedeutung. Die verschiedenen Isoformen von Sec24 besitzen verschiedene Proteinsequenzmotive, die für die Bindung der Frachtmoleküle verantwortlich sind.